# Харманецка пещера
Харманецка пещера (на словашки: Harmanecká jaskyňa) е сталактитна пещера в Централна Словакия, намираща се в планината Велка Фатра (Veľká Fatra).
Пещерата е известна с наличието на бели варовикови туфи, високи пещерни образувания и синтрови езера.
Най-близките населени места са селата Харманец и Долни Харманец, а град Банска Бистрица се намира на 16 km в югоизточна посока. Пещерата е достъпна по стръмна пътека, започваща от паркинг край автомобилния път Банска Бистрица – Стречно, с денивелация от около 250 метра, която се взима за около 50 минути.
Входът на пещерата, известен като Избица, е отдавна известен, но едва през 1932 година М. Бацурик започнал да изучава вътрешността на пещерата. Скоро спелеолозите разкрили други части на пещерата и през 1950 година тя е отворена за посещения. От общо 2763-метровата дължина на проучените подземни коридори, за посещение е разрешен 1020-метров маршрут в пещерата, който отнема 60 минути.
Заради бялото синтрово оцветяване, пещерата Харманецка още е известна и като „Бялата пещера“. За най-красиви са смятани пещерното образувание „Белият купол“ и зала „Съкровищница“.